# Crocallis inexpectata
Crocallis inexpectata là một loài bướm đêm trong họ Geometridae.